# Große Baudenkmäler
Große Baudenkmäler nannte sich eine im Deutschen Kunstverlag erschienene Schriftenreihe. Sie wird seit 1999 unter dem Reihentitel DKV-Kunstführer fortgeführt.

## Die Anfänge 1944: Führer zu großen Baudenkmälern
Nachdem der Verlag Schnell & Steiner bereits ab 1934 mit seinen Kleinen Kunstführern eine umfangreiche Kunstführer-Reihe etabliert hatte, startete der Deutsche Kunstverlag in Berlin zehn Jahre später unter dem Titel Führer zu großen Baudenkmälern ein ähnlich gelagertes Werk. Sie waren, als der Zweite Weltkrieg die Verlagsarbeit beinahe zum Erliegen gebracht hatte, als Buchersatz gedacht. Im Gegensatz zu den Kleinen Kunstführern, die anfangs ausschließlich sakrale Bauwerke behandelten, waren die Führer zu großen Baudenkmälern thematisch wesentlich breiter angelegt. Neben Kirchen wurden von Anfang an auch Burg- und Schlossanlagen, Parks und Gärten, Rat- und Bürgerhäuser, sowie historische Stadtkerne behandelt. Gerade die ersten, noch vor Ende des Zweiten Weltkrieges erschienenen Ausgaben können als zeitgeschichtliche Dokumente gelten, lassen sich doch die Spuren des Dritten Reiches „an diesen bescheidenen Drucksachen heute noch daran erkennen, daß hier in Text und Bild Städte und Bauwerke als intakt vorgestellt wurden, obgleich sie in Wirklichkeit längst zerstört waren, und keiner, der das nicht gewusst hätte!“
Während der Verlag Schnell & Steiner mit seinen Heften auch die europäischen Nachbarländer bediente, blieben die Kunstführer des Deutschen Kunstverlages weitgehend auf Deutschland beschränkt. Die Reihe wurde insofern ihrem Titel gerecht, als dass zunächst nur „große Baudenkmäler“, d. h. überregional bedeutende Bauwerke beschrieben wurden. Erst seit den 1960er Jahren änderte man diese Ausrichtung, und es kamen zunehmend auch Führer durch kleinere Dorf- und Stadtkirchen heraus.
Die fortlaufend nummerierten Hefte hatten in der Regel einen Umfang von 16 Seiten und waren mit zahlreichen Schwarzweiß-Abbildungen versehen. Die von renommierten Kunsthistorikern wie z. B. Ernst von Niebelschütz oder Heinrich Kreisel verfassten Texte wurden durch einen Grundriss des Baudenkmals ergänzt.

## Nach 1945: Große Baudenkmäler
Nach 1945 wurde die Schriftenreihe fortgeführt und – aus naheliegenden Gründen – in Große Baudenkmäler umbenannt. Die Hefte wurden wesentlich umfangreicher und seit den 1970er Jahren verstärkt mit Farbabbildungen versehen. Mit der deutschen Wiedervereinigung erfuhren die Großen Baudenkmäler einen großen Aufschwung, denn es erschienen von nun an auch zahlreiche Hefte über Kunststätten der neuen Bundesländer. 1993 kam eine 51 Hefte umfassende Kunstführer-Kassette zur Straße der Romanik heraus, 1998 folgte eine Kassette über die Sächsische Weinstraße mit 8 Heften. 
1999 kam es zu einer erneuten Umbenennung der Schriftenreihe: die Großen Baudenkmäler hießen von nun an DKV-Kunstführer, da das Themenspektrum nochmals erweitert wurde und u. a. Industriedenkmäler Aufnahme fanden. Mit dem Führer durch Das Palais im Großen Garten zu Dresden (Nr. 532) erschien 1999 das letzte Heft der Großen Baudenkmäler. Seither erscheinen die Neuauflagen älterer Titel als DKV-Kunstführer, wobei die alte Nummerierung beibehalten wurde.

## A
- Aachen, Dom von Ernst-Günther Grimme, 1986 (374)
- Aachen, Die Kunstschätze in der Münsterkirche von Josef Buchkremer, 1944 (20)
- Aachen, Das Münster von Josef Buchkremer. Neubearbeitung durch Erich Kubach, 1944 / 2. Auflage 1956 / 4. Auflage 1964 (19)
- Aachen, Das Rathaus von Willi Hermanns, 1944 (73)
- Achilleion auf Korfu von Michael Meier, 1963 (179)
- Allstedt, Schloß von Reinhard Schmidt und Rainer Böge, 1993 (451)
- Altenburg bei Bamberg von Tilmann Breuer, 1965 (193)
- Altenkrempe, Kirche von Alfred Kamphausen, ab 1989 Wolfgang Teuchert, 1973 / 9. Auflage 1996 (276)
- Amelungsborn, Kloster von Kurt Röckener, 1982 / 4. Auflage 1993 (338)
- Amelungsborn, Zisterzienserkloster von Helmut Engel, 1966 / 4. Auflage 1974 / 6. Auflage 1978 (199)
- Ammergauer Lüftlmalereien von Gustav Barthel, 1950 (127)
- Angermünde, Klosterkirche der Franziskaner von Iris Berndt, 1994 (494)
- Angermünde, Stadtkirche St. Marien von Ernst Badstübner, 1998 (528)
- Anholt, Wasserburg von Eberhard G. Neumann, 1976 (294)
- Annaberg, St. Anna-Kirche von Walter Hentschel, 1950 (123)
- Arendsee, Klosterkirche von Hellmut Müller, 1993 / 2. Auflage 1997 (460)
- Arolsen, Schloß von Dieter Großmann, 1955 / 11. Auflage 1991 (147) – es erschien auch eine niederländische Ausgabe
- Aschaffenburg, Schloß von Max H. von Freeden, 1945 / 2. Auflage 1947 (95)
- Augsburg, Rathaus von Norbert Lieb, 1944 (37)
- Augsburg, Evangelische St. Ulrichs-Kirche von Eckhard von Knorre, 1968 / 7. Auflage 1995 (215)

## B
- Bad Kösen: Rudelsburg, Saaleck und Romanisches Haus von Reinhard Schmitt, 1993 / 2. Auflage 1996 (457)
- Ballenstedt, Kloster, Schloß und Schloßbezirk von Winfried Korf, 1993 / 3. Auflage 1996 (468)
- Bamberg, Dom von Wilhelm Pinder, 1949 / 14. Auflage 1967 (115)
- Bamberg, Dom von Tilmann Breuer, 1968 / 13. Auflage 1994 (223)
- Bamberg, St. Martin von Kurt Ruppert, 1972 / 3. Auflage 1977 (259)
- Banz und Vierzehnheiligen von Heinrich Kreisel, 1944 / 10. Aufl. 1965 s/w / 14. Auflage 1979 (36)
- Bardowick, Dom von Urs Boeck, 1974 / 9. Auflage 1991 (280)
- Bassum, Stiftskirche von Rudolf Fantini, 1968 / 2. Auflage 1987 / 3. Auflage 1997 (224)
- Beckum-Vellern, St. Pankratius von Clemens Röer, 1979 (320) s/w
- Bentheim, Burg von Wolfgang Köckeritz, 1978 (314)
- Berchtesgaden, Schloß und Stiftskirche von Heinrich Kreisel, 1950 (126)
- Berg am Laim, St. Michael von Norbert Lieb, 1948 (96)
- Berleburg, Schloß von Herbert Koch, 1968 / 9. Auflage 1985 / 12. Auflage 1995 (217)
- Berlin, Schloß Charlottenburg von Margarete Kühn, 1947 / 15. Auflage 1968 s/w / 16. Auflage 1971 (86)
- Berlin, St. Annen-Kirche in Dahlem von Gundolf Herz, 1986 (376)
- Berlin, Dorfkirche Dahlem von Walter Dreß, 1970 (240)
- Berlin, Dom von Rüdiger Hoth, 1991 / 6. Auflage 1996 (416)
- Berlin, Große Orgel im Dom von Michael Pohl, 1993 / 2. Auflage 1996 (487)
- Berlin, Friedrichswerdersche Kirche von Elke Blauert, 1992 / 2. Auflage 1993 (427)
- Berlin, Hohenzollerngruft von Rüdiger Hoth, 1992 / 2. Auflage 1995 (426)
- Berlin, Dorfkirche Marienfelde von Kurt Pomplum, 1970 / 2. Auflage 1989 (244)
- Berlin, Marienkirche von Mechtild Scherer, 1947 (99)
- Berlin, St. Matthäus-Kirche von Eva Börsch-Supan, 1969 / 3. Auflage 1991 (234)
- Berlin, Parochialkirche von Sybille Badstübner-Gröger, 1998 (525)
- Berlin, Neue Reichskanzlei von Wilhelm Lotz, 1945 (97a)
- Berlin, Unter den Linden von Johannes Sievers, 1943 / 2. Auflage 1944 (5)
- Berlin-Friedrichshain, Samariter-Kirche von Angela Beeskow. 1. Auflage 1998 (519)
- Berlin, Vorstadtkirchen von Karl Friedrich Schinkel von Christa Segers-Glocke, 1981 (331)
- Bernau, Stadtkirche St. Marien von Ernst Badstübner, 1992 / 2. Auflage 1996 (431)
- Bielefeld, Neustädter Marienkirche von Hans Georg Gmelin, 1974 (282) s/w / 2. Auflage 1997
- Bischmisheim, Evang. Pfarrkirche von Martin Klewitz, 1969 (239)
- Blaubeuren, Kloster von Gertrud Otto, 1947 / 2. Auflage 1950 (103)
- Börstel, Stift von Viktor Fleischer, 1965 / 3. Auflage 1972 (196)
- Börstel, Stift von Roswitha Poppe, 1977 / 5. Auflage 1996 (308)
- Braunfels, Schloß von Erich Herzog, 1954 / 3. Auflage 1961 s/w / 9. Auflage 1978 (141)
- Braunfels, Schloß von Karl-Heinz Schellenberg, 1982 / 5. Auflage 1996 (309)
- Braunschweig, Dom und Burgplatz von Friedrich Berndt, 1950 / 5. Auflage 1964 s/w (130)
- Braunschweig, Dom von Friedrich Berndt, 1970 / 2. Auflage 1971 s/w / 3. Auflage 1973 (242)
- Braunschweig, St. Andreas von Reinhard Dorn, 1974 (277)
- Braunschweig, Katharinenkirche von Tassilo Knauf, 1969 (236)
- Braunschweig, Katharinenkirche von Klaus Jürgens, 1990 (388)
- Braunschweig, St. Magni von Rainer Maß, 1993 (483)
- Braunschweig, St. Petri von Christof Römer, 1982 (345)
- Braunschweig, Salve Hospes von Reinhard Dorn, 1969 (235)
- Bremen, Bleikeller von Wilhelm Tacke, 1985 / 4. Auflage 1994 (360)
- Bremen, Dom von Johann Christian Bosse und Hans Henry Lamotte, 1982 / 8. Auflage 1995 (340)
- Bremen, Rathaus und Roland von Emil Waldmann, 1945 (82)
- Bremen, Unser Lieben Frauen von Gottfried Sprondel, 1975 / 6. Auflage 1995 (290)
- Breslau, Dom und Sandinsel von Günther Grundmann, 1944 (22)
- Breslau, Rathaus von Rudolf Stein, 1944 (24)
- Breslau, Universität von Günther Grundmann, 1944 (23)
- Bruchsal, Schloß von Ernst von Niebelschütz, 1944 (38)
- Brühl, Schloß Augustusburg von Bernd Lasch, 1952 (132)
- Bückeburg von Hans Thümmler, 1953 / 2. Auflage 1962 (138)
- Bückeburg von Hans Thümmler 1976 / 4. Auflage 1990 (302)
- Bücken, Stiftskirche von Hans-Herbert Möller, 1967 / 7. Auflage 1997 (207)
- Büdingen von Karl Winter, 1966 / 4. Auflage 1978 (192)
- Büdingen von Hans-Velten Heuson, 1980 / 5. Auflage 1993 (328)
- Burg bei Magdeburg, Oberkirche Unser Lieben Frauen, Unterkirche St. Nikolai von Angelika Meyer, 1993 (443)
- Bürresheim, Schloß von Werner Bornheim gen. Schilling, 1952 / 3. Auflage 1956 (131)
- Burgfelden, St. Michael von Georg Scheja u. a., 1963 / 2. Auflage 1981 (177)
- Burghausen, Burg von Luisa Hager, 1950 (125)
- Burgheim, St. Peter von Karl List, 1969 (233)
- Burgwedel, St. Petri von Ulfrid Müller, 1983 (352)

## C
- Cappenberg von Horst Appuhn, 1973 / 2. Auflage 1977 (274)
- Cappenberg, Stiftskirche von Horst Appuhn, 1975 / 3. Auflage 1984 / 4. Auflage 1989 (297)
- Celle, Stadt von Wolfgang Scheffler, 1957 s/w / 2. Auflage 1961 (156)
- Chemnitz, Schloßkirche von Heinrich Magirius, 1997 (509)
- Chorin, Kloster von Carl Dormeyer, 1944 (21)
- Chorin, Kloster von Klaus Rohlfien und Gisela Gooß, 1992 / 2. Auflage 1993 (411)
- Cismar, Klosterkirche von Jan Martin Meißner, 1969 (229)
- Corvey und Höxter, Stadtbild und Kloster von Hilde Claussen, 1966 / 5. Auflage 1980 (61)
- Corvey, Kloster von Hilde Claussen, 1985 / 3. Auflage 1996 (364)
- Coswig, Alte und neue Kirche von Hartmut Mai, 1997 (524)
- Crailsheim, St. Johannes-Kirche von Hans J. König, 1969 / 2. Auflage 1981 / 3. Auflage bearbeitet von Dietrich Schubert, 1998 (228)

## D
- Danzig, Bürgerhaus von Erich Volmar, 1944 (74)
- Diesbar-Seußlitz, Schloß und Kirche von Horst Fischer, 1996 (508)
- Diesdorf/Altmark, Klosterkirche von Peter Seyfried, 1993 / 3. Auflage 1998 (463)
- Dithmarschen von Alfred Kamphausen, 1949 (118)
- Doberan, Kloster von Hans Arnold Gräbke, 1948 s/w (87)
- Doberan, Münster von Carl-Christian Schmidt; 1990 / 7. Auflage 1995 (408)
- Dornum, Bartholomäuskirche von Paul Otten, 1968 / 5. Auflage zuzüglich St. Matthäus-Kirche in Resterhafe, 1987 (222)
- Dortmund, St. Marien von Horst Appuhn, 1973 / 2. Auflage 1984 / 3. Auflage 1992 (271)
- Dortmund, St. Reinoldi von Margot Lindemann, 1973 / 2. Auflage 1987 s/w (272)
- Dortmund, Zeche Zollern von Eberhard G. Neumann, 1975 / 2. Auflage 1985 (299)
- Dresden, Elbfront von Eberhard Hempel, 1949 (111)
- Dresden, Frauenkirche von Heinrich Gerhard Franz, 1950 (122)
- Dresden, Palais im Großen Garten von Winfried Werner, 1999 (532)
- Dresden, Versöhnungskirche von Winfried Werner, 1996 (510)
- Dresden, Zwinger von Gerhard Franz, 1944 / 2. Auflage 1946 (16)
- Drübeck, Klosterkirche von Holger Brülls, 1993 / 2. Auflage 1994 (461)
- Dürnstein in der Wachau von Karl Holey, 1944 (78)

## E
- Eberbach, Kloster von Hermann Karl Zimmermann, 1947, ab 1966 bearbeitet von Wolfgang Einsingbach / 5. Auflage 1969 (70)
- Eberbach, Kloster von Wolfgang Einsingbach, 1973 / 11. Auflage 1996 (267) auch engl. und franz.
- Ebstorf, Kloster von Horst Appuhn, 1963 / 10. Auflage 1995 (176)
- Eckartsburg von Reinhard Schmitt, 1993 / 2. Auflage 1996 (445)
- Eckernförde, St. Nicolai-Kirche von Hans Jessen, 1966 (205)
- Eckernförde, St. Nicolai-Kirche von Erhard Seredzus, 1986 / 2. Auflage 1994 (372)
- Ehrenbreitstein, Festung von Werner Bornheim, gen. Schilling, 1953 (136)
- Eichstätt, Figurenfeld von Raimund Wünsche, 1979 / 2. Auflage 1994 (324)
- Einbeck, St. Alexandri von Franz Hoffmann, 1979 / 3. Auflage 1991 (318)
- Ellingen – Eine Deutschordensresidenz von Wilhelm Schwemmer, 1944 (64)
- Eltz, Burg von Fritz Michel, 1945 / 3. Auflage 1956 / 14. Auflage 1976 (92) auch engl., franz. und holl.
- Eltz, Burg von Willi Jung und Dieter Ritzenhofen, 1974 / 21. Auflage 1995 (285)
- Enger, Stiftskirche von Carl-Wilhelm Clasen, 1961 (167)
- Eringerfeld, Schloß von Karl E. Mummenhoff, 1971 (255)
- Eringerfeld, Schloß von Karl E. Mummenhoff, 2. Auflage 1989 (387)
- Eutin, Schloß von Diether Rudloff, 1957 / 6. Auflage 1973 s/w / 10. Auflage 1985 (151)

## F
- Falkenstein, Museum Burg Falkenstein von Hans-Gerhard Templin, 1993 / 2. Auflage 1993 (452)
- Finsterwalde, St. Trinitatis von Angela Beeskow, 1993 (485)
- Fischbeck, Stiftskirche von Gustav André, 1967 / 7. Auflage 1995 (211)
- St. Florian, Stift von Justus Schmidt, 1944 (12)
- Fränkisch-Crumbach, Kirche von Walter Hotz, 1975 / 2. Auflage 1996 (292)
- Frankfurt am Main, Dom von Walter Kinkel, 1969 / 19. Auflage 1990 (230)
- Frankfurt am Main, Domhügel von Hermann Karl Zimmermann, 1945 (66)
- Frankfurt am Main, St. Katharinenkirche von Albert Büsching, 1971 (256)
- Frankfurt am Main, St. Leonhard von Herbert Natale, 1965 / 7. Auflage 1980 s/w (198)
- Frankfurt am Main, St. Michael von Kai Kappel und Joachim Metzner, 1998 (527)
- Frankfurt am Main, Nikolaikirche von Hans Stubenvoll, 1966 / 2. Auflage 1975 (206)
- Frankfurt am Main, Römerberg von Hermann Karl Zimmermann, 1944 (29)
- Freckenhorst, Stiftskirche von Hans Thümmler, 1962 / 18. Auflage 1997 (172)
- Freiberg, Dom von Walter Hentschel, 1944 (90)
- Freiberg, Dom von Wilhelm Schlemmer, 1990 / 5. Auflage 1994 (409)
- Freiburg, Münster von Lisa Schürenberg, 1944 s/w (56)
- Friedberg, Die Stadtkirche Unserer Lieben Frau von Ernst Götz, 1966 / 3. Auflage 1984 (203)
- Friedrichsfelde, Schloß von Peter P. Rohrlach und Sybille Badstübner, 1994 (495)
- Friedrichstadt von Gerd Stolz, 1985 / 4. Auflage 1996 (361)
- Frose, Stiftskirche von Sven Frotscher, 1993 (475)
- Fürstenwalde, Domkirche St. Marien von Christa Richter, 1993 (486)
- Fürth, St. Michael von Georg Stolz, 1988 (386)
- Fürth-Burgfarrnbach, St. Johannis von Georg Stolz, 1987 (380)
- Fulda, Fasanerie von Ernst Kramer, 1954 (140)

## G
- Gandersheim, Stiftskirche von Kurt Kronenberg, 1964 / 7. Auflage 1978 (184)
- Gandersheim, Stiftskirche von Walter Baumann, 1983 / 2. Auflage 1987 (353)
- Gandersheim, Stiftskirche, Glasfenster von Kurt Kronenberg, 1984 (355)
- Gandersheim, Das Reichsstift und seine Kunstwerke von Kurt Kronenberg, 1969 / 3. Auflage 1977 (241)
- Gelnhausen, Kaiserpfalz und Marienkirche von Eva Nienholdt, 1948 / 4. Auflage 1960 (113)
- Gelnhausen, Marienkirche von Eduard Schubotz, 1961 / 13. Auflage 1993 (168)
- Gemen, Burg von Eberhard G. Neumann, 1973 / 5. Auflage 1995 (270)
- Gettorf, St.-Jürgen-Kirche und die Kirche "Zum guten Hirten" in Schinkel von Claus Rauterberg, 1998 (529)
- Gernrode, Stiftskirche von Christian Günther, 1990 / 5. Auflage 1994 (404)
- Giebichenstein, Burg von Reinhard Schmitt, 1993 / 2. Auflage 1993 (446)
- Glienicke, Schloß von Johannes Sievers, 1961 / 6. Auflage 1995 (169)
- Glücksburg, Schloß von Wolfgang J. Müller, 1955 / 20. Auflage 1996 (145)
- Goslar, Kaiserhaus von Ernst von Niebelschütz, 1949 (119)
- Gransee, Marienkirche von Sibylle-Badstübner-Gröger, 1992 (429)
- Gröningen, Kloster von Regine Nahrwold, 1993 / 2. Auflage 1994 (444)
- Groß Ammensleben, ehemalige Klosterkirche von Angelika Meyer, 1993 (440)
- Großwulkow, Dorfkirche und Dorfkirchen Melkow und Wust von Rolf Naumann, 1993 (470)
- Grüssau, Kloster von Günther Grundmann, 1944 (40)
- Güstrow, Dom von Christoph Helwig, 1991 / 6. Auflage 1997 (413)
- Gusow, Schloß von Barbara Eggers, 1995 (492)

## H
- Hadmersleben, Klosterkirche von Helga Naumann, 1993 (439)
- Hämelschenburg von Gottfried Kiesow, 1966 / 9. Auflage 1992 (202)
- Halberstadt, Dom von Ernst von Niebelschütz, 1944 (35)
- Halberstadt, Dom von Friedrich Schüttlöffel und Gerald Leuschner, 1990 / 6. Auflage 1997 (405)
- Halberstadt, Liebfrauenkirche von Gerhard Leopold, 1993 / 3. Auflage 1995 (432)
- Halle, Marktkirche Unser Lieben Frauen von Reinhard Rüger, 1991 / 2. Auflage 1992 (414)
- Hamburg, St. Jakobi von Hans-Christian Feldmann, 1998 (530)
- Hamburg, St. Michaelis von Johannes Habich, 1977 / 5. Auflage 1996 (310) – auch franz.
- Hamburg, St. Katharinen von Peter Wiek, 1988 / 2. Auflage 1995 (383)
- Hamburg-Moorburg, St. Maria Magdalena von Harald Begemann und Jörg Reitmann, 1983 (350)
- Hamersleben, Stiftskirche St. Pankratius von Lutz Unbehaun, 1993 (449)
- Hannover, Kreuzkirche von Ulfrid Müller, 1985 (373)
- Hannover, Marktkirche von Ulfrid Müller, 1983 / 3. Auflage 1990 / 5. Auflage 1993 (351) – auch engl.
- Hannover, Neustädter Kirche von Ulfrid Müller, 1979 (315)
- Hann. Münden, St. Blasius von Hans Reuther, 1970 (246)
- Hann. Münden, St. Blasius von Jan Seewald, 1982 / 2. Auflage 1993 (344)
- Bad Harzburg, Burg von Maria Keibel-Meier, 1980 (327)
- Havelberg, Dom von Anna Maria Werner, 1990 / 3. Auflage 1993 (402)
- Hecklingen Klosterkirche von Dorothea Honekamp und Mathias Köhler, 1993 (454)
- Heidelberg, Schloß von Mechtild Scherer, 1944 / 2. Auflage 1947 (1)
- Heilbronn, Kilianskirche von Karl Friederich, 1944 (49)
- Heiligenberg, Schloß von Georg Himmelheber, 1958 / 16. Auflage 1986 (157)
- Heiligengrabe von Ernst Badstübner, 1991 / 3. Auflage 1995 (422)
- Heiningen und Dorstadt von Ute Römer-Johannsen, 1978 (313)
- Heldrungen, Schloß und Festung von Reinhard Schmitt, 1993 (488)
- Helmstedt, Juleum von Rolf Volkmann, 1992 (433)
- Helmstedt, St. Ludgeri von Christof Römer, 1980 / 2. Auflage 1991 (329)
- Helmstedt, St. Marienberg von Reinhard Liess, 1968 (214)
- Helmstedt, St. Marienberg von Wilhelm Hobom, 1984 (358)
- Herford, St. Johannis von Helga Besche, 1989 (399)
- Herford, Marienkirche von Otto Gaul, 1969 / 2. Auflage 1989 (232)
- Herrenhausen von Udo von Alvensleben, 1947 (107)
- Hersfeld, Stiftsruine von Werner Meyer-Barkhausen, 1957 / 3. Auflage 1960 s/w / 6. Auflage 1966 (153) – engl.
- Hildesheim, Marktplatz von Otto Beyse, 1944 / 2. Auflage 1949 (6)
- Hillersleben, ehemaliges Kloster St. Laurentius, St. Stephan und St. Petrus von Jördis Lademann, 1995 (482)
- Himmelkron, Stiftskirche von Helmuth Meißner, 1970 / 5. Auflage 1998 (245)
- Höxter, St. Kiliani und St. Marien von Fritz Sagebiel, 1968 / 2. Auflage bearbeitet von Martin D. Sagebiel, 1997 (218)
- Höxter und Corvey von Wilhelm Rave, 1944 / 3. Auflage 1954 (61)
- Hofgeismar, Gesundbrunnen von Gerhard Bott, 1967 / 2. Auflage 1975 s/w (213)
- Hoflößnitz von Ingrid Zeidler und Heinrich Magirius, 1996 (506)
- Hohenzollern, Burg von Walther Genzmer, 1955 / 7. Auflage 1972 (148)
- Hohenzollerische Landessammlung, Abteilung vor- und Frühgeschichte Hechingen von Adolf Rieth, 1970 (243)
- Hornburg, Marienkirche von Wolfgang Schuler, 1980 / 3. Auflage 1993 (326)
- Husum, Stadt von Ulf von Hielmcrone, 1981 (330)
- Huysburg, Benediktinerkloster von Anne Mueller von der Haegen, 1993 / 2. Auflage 1997 (481)

## I
- Ilbenstadt, Abtei von Norbert Bewerunge, 1972 / 4. Auflage 1988 / 5. Auflage 1991 (266)
- Ilsenburg, Kloster von Josef Walz, 1993 / 3. Auflage 1995 (474)
- Isenhagen, Kloster von Horst Appuhn, 1969 / 7. Auflage 1996 (231)

## J
- Jerichow, Klosterkirche von Hans-Martin Kohlmann, 1991 / 3. Auflage 1993 / 4. Auflage 1995 (420)
- Jerichow, Klostermuseum von Rolf Naumann, 1992 / 4. Auflage 1996 (425)
- Jerichow, Stadtkirche und Redekin, Dorfkirche von Rolf Naumann, 1993 (472)
- Jever, Stadtkirche von Bernhard Schönbohm, 1968 / 3. Auflage 1977 s/w / 6. Auflage 1993 (227)

## K
- Kaiserslautern, Stiftskirche von Werner Heyl, 1982 (337)
- Karlstein, Burg von Gottfried Fehr, 1944 (26)
- Kassel, Martinskirche von Peter Horst, 1967 / 2. Auflage 1977 (212)
- Kastel, Klause von Werner Bornheim gen. Schilling, 1954 / 5. Auflage 1974 (143)
- Katlenburg von Helmut Engel, 1965 / 3. Auflage 1991 (191)
- Katzwang, Unserer Lieben Frauen von Georg Stolz, 1984 / 2. Auflage 1996 (359)
- Kefermarkt, St. Wolfgangs-Kirche von Justus Schmidt, 1945 (89)
- Kemnade an der Weser, Klosterkirche von Gustav André, 1964 / 2. Auflage 1969 s/w / 5. Auflage 1988 (185)
- Kiel, St. Nikolai von Johannes Habich, 1980 / 2. Auflage 1985 / 3. Auflage 1996 (323)
- Kirch-Brombach, Kirche  von Walter Hotz, 1971 (258)
- Kleve, Mariae Himmelfahrt von Guido de Werd, 1985 (368)
- Kleve, Schwanenburg von Gerard Lemmens, 1990 (395)
- Klostermansfeld, Kloster von Ulrich Heinitz, 1993 / 2. Auflage 1993 (441)
- Koblenz, Florinskirche von Udo Liessem, 1975 / 2. Auflage 1988 (291)
- Koblenz, Liebfrauen von Erich Franke, 1973 (278)
- Koblenz, Herz Jesu-Kirche von Udo Liessem, 1979 / 2. Auflage 1986 / 3. veränd. Auflage 1998 (317)
- Kölln/Saarland, Martinskirche von Martin Klewitz, 1968 (226)
- Köln, Dom von Günter Bandmann, 1948 (116)
- Köln, St. Gereon von Günter Bandmann, 1945 (60)
- Köln, Rathaus von Hans Vogts, 1944 (51)
- Köln, Rheinfront von Günter Bandmann, 1944 (62)
- Königslutter, Kaiserdom von Kurt Seeleke, 1959 / 3. Auflage 1964 s/w (162)
- Königslutter, Stiftskirche von Thomas Weigel, 1987 / 2. Auflage 1989 / 3. Auflage 1991 / 4. Auflage 1993 (382)
- Konradsburg von Reinhard Schmitt, 1993 / 3. Auflage 1996 (442)
- Kopenhagen St. Petri von Reinhold Dey u. a., 1985 (367)
- Krakau, Marienkirche von Dorette Richter, 1944 (72)
- Krakau, Marktplatz von Dorette Richter, 1944 (14)
- Kremsmünster, Stift von Justus Schmitt, 1944 (55)
- Kronach, Festung Rosenberg von Tilmann Breuer, 1984 / 3. Auflage 1990 / 4. Auflage 1994 (356)

## L
- Landau/Pfalz, Stiftskirche von Hans Caspary, 1970 (247)
- Landsberg, Doppelkapelle von Gottfried Sehmsdorf, 1993 (450)
- Landshut, St. Martin von Nora Benninghoff, 1950 (129)
- Langenburg, Die fürstliche Residenz von Karl Schumm, 1957 (154)
- Laon, Kathedrale von Walter Hotz, 1944 (39)
- Laufen/Salzach, Stiftskirche von Peter Gries, 1968 (221)
- Laufen/St. Ilgen, evangelische Kirche von Peter Hillenbrand, 1990 (389)
- Leipzig, Altes Rathaus von Lutz Unbehaun, 1997 (517)
- Leipzig, Nikolaikirche von Arndt Haubold, 1990 / 2. Auflage 1991 (401)
- Leitzkau, Pfarrkirche und Stiftskirche von Heinrich L. Nickel, 1993 / 3. Auflage 1996 (456)
- Lembeck, Schloß von Eberhard G. Neumann, 1972 / 9. Auflage 1994 (261)
- Lemgo von Paul Pieper, 1955 (149)
- Lemgo, St. Marien von Andreas Duderstedt, 1996 (507)
- Lemgo, St. Nicolai von Ulf-Dietrich Korn, 1989 / 2. Auflage 1992 / 3. Auflage 2023 (396)
- Leubus, Kloster von Günther Grundmann, 1944 (43)
- Leverkusen, Schloß Morsbroich von Sabine Schütz, 1987 (378)
- Lichtenberg bei Kusel, Burg von O.H. Schindler, 1964 (182)
- Liesborn, Ehemalige Abteikirche von Wilhelm Schneider, 1973 / 2. Auflage 1978 (275)
- Limburg, Dom von Ernst von Niebelschütz, 1944 / 4. Auflage 1953 (52)
- Linz, Altstadt von Justus Schmidt, 1945 (63)
- Loccum, Kloster von Gustav André, 1959 / 13. Auflage 1989 / 14. Auflage von Ernst Berneburg und Christine Kalko, 1991 (160) – 1994 erschien auch eine englische Ausgabe
- Lößnitz, Herrschaftliche Landsitze von Lieselotte Schließer, 1996 (505)
- Von Loschwitz nach Pillnitz von Sybille Badstübner-Gröger, 1. Auflage 1997 (511)
- Lucklum, Deutschordenskommende von Christof Römer, 1991 (412)
- Ludwigsburg, Die Embleme der "Bunten Kammer" im Herrenhaus von Hartmut Freytag, Wolfgang Harms und Heiko K. L. Schulze, 1994 (497)
- Lübeck,  Museum Behnhaus / Drägerhaus  von Gerhard Gerkens und Brigitte Heise, 1997 (513)
- Lübeck, Burgkloster von Lutz Wilde, 1995 (501)
- Lübeck, Dom von Ernst von Niebelschütz, 1944 / 2. Auflage 1946 (47)
- Lübeck, Dom von Lutz Wilde, 1983 / 6. Auflage 1995 (348)
- Lübeck, Holstentor von Wulf Schadendorf und Ulrich Pietsch, 1986 / 2. Auflage 1991 (377)
- Lübeck, Katharinenkirche von Lutz Wilde, 1971 / 3. Auflage 1991 / 4. Auflage 1996 (252)
- Lübeck, Marienkirche von Ernst von Niebelschütz, 1947 (76)
- Lübeck, Rathaus von Hugo Rathgens, 1947 (57)
- Lübeck, Rathaus von Lutz Wilde, 1987 (381)
- Lübeck, St. Ägidien von Lutz Wilde, 1971 / 4. Auflage 1982 s/w (253)
- Lübeck, St. Petri von Friedrich Zimmermann, 1989 / 2. Auflage 1998 (398)
- Lüne, Kloster von Carl Wünsch, 1966 / 12. Auflage 1993 (197)
- Lüneburg, Bürgerhäuser von Wilhelm Reinecke, 1947 (101)
- Lüneburg, Johanniskirche von Ernst Strasser, 1965 s/w / 10. Auflage 1980 (190)
- Lüneburg, St. Johannis von Martin Voigt, 1981 / 5. Auflage 1993 (334)
- Lüneburg, Rathaus von Wilhelm Reinecke, 1945 / 2. Auflage bearbeitet von Ulrich Wendland, 1956 (80)
- Lüneburg, Rathaus von Fritz von Osterhausen, 1977 (307)
- Lüneburg, St. Nicolai von Fritz von Osterhausen, 1982 / 6. Auflage 1996 (342)

## M
- Magdeburg, Dom von Ernst von Niebelschütz, 1944 (10)
- Magdeburg, Dom von Giselher Quast, 1991 / 5. Auflage 1995 (415)
- Magdeburg, Kloster Unser Lieben Frauen von Helga Neumann, 1993 / 3. Auflage 1995 / 4. Auflage 1997 (438)
- Magdeburg, St. Petri von Christof Uebbing, 1993 (467)
- Magdeburg, St. Sebastian von Ulrich Heinritz, 1993 / 2. Auflage 1993 (435)
- Mainz, Dom von Günter Gall, 1956 / 4. Auflage 1966 (146)
- Mandelsloh, St. Osdag-Kirche von Ulfrid Müller, 1976 / 3. Auflage 1988 (301)
- Marburg, Elisabethkirche von Ernst von Niebelschütz, 1944 / 3. Auflage 1953 / 21. Auflage 1973 (11)
- Marburg, Elisabethkirche von Dieter Großmann, 1975 / 9. Auflage 1987 / 11. Auflage 1992 (296)
- Marburg, Pfarrkirche von G. Ulrich Großmann, 1976 (304)
- Marburg, Schloß von Werner Meyer-Barkhausen, 1953 / 9. Auflage 1980 (137)
- Marburg, Schloß von Dieter Großmann, 1985 / 3. Auflage 1994 (366)
- Maria Laach, Kloster von Günter Bandmann, 1947 (91)
- Marienberg, St. Marien von Klaus Kratzsch, 1997 (514)
- Marienburg, Ordensschloß von Bernhard Schmid, 1944 (3)
- Marienburg, Schloß von Gottfried Kiesow, 1963 / 6. Auflage 1977 / 13. Auflage 1995 (178) – auch engl.
- Marienfeld, Kloster von Hans Thümmler, 1972 / 2. Auflage 1978 (264)
- Mariensee, Kloster von Christa Graefe, 1989 (393)
- Mariental, Kloster von Christiane Segers-Glocke, 1988 (384)
- Marienwerder, Schloß und Dom von Bernhard Schmid, 1944 (44)
- Markkleeberg, Martin-Luther-Kirche von Thomas Trajkovits, 1997 (521)
- Marksburg von Robert Hiecke, Bearbeitung Magnus Backes, 1952 / 24. Auflage 1993 / 26. Auflage 1996 (134) – auch engl. u. franz.
- Maulbronn, Kloster von Otto Linck, 1944 / 19. Auflage 1973 (18)
- Maulbronn, Kloster von Martin Ludwig, 1973 / 13. Auflage 1985 (279) – auch engl.
- Medingen, Kloster von Horst Appuhn, 1974 / 3. Auflage 1980 (281)
- Meisenheim am Glan von Karlheinz Drescher, 1966 / 2. Auflage 1973 (194)
- Meißen, Dom und Schloß von Walter Hentschel, 1944 (48)
- Meldorf, Kirche von Alfred Kamphausen, 1950 / 6. Auflage 1979 (128)
- Melk, Stift von Richard Kurt Donin, 1944 (68)
- Melkow, siehe: Großwulkow
- Memleben, Kloster von Anne Mueller von der Haegen, 1993 (480)
- Merseburg, Dom von Peter Ramm, 1993 / 2. Auflage 1996 (464)
- Merseburg, Neumarktkirche von Peter Ramm, 1993 / 2. Auflage 1996 (447)
- Mettlach, ehem. Benediktinerabtei von Martin Klewitz, 1963 / 3. Auflage 1977 (173)
- Michaelstein, Kloster von Heinz A. Behrens, 1993 (478)
- Minden, Dom von Hans Thümmler, 1961 / 5. Auflage 1969 (166)
- Minden, Dom von Hermann Maué, 1979 / ab 1989 von Werner Rösner / 8. Auflage 1997 (321)
- Minden, Domschatz von Wilhelm Garg, 1991 (417)
- Minden, St. Simeonis von Georg Speitel, 1989 (371)
- Mölln, St. Nikolai von Wolfgang Teuchert, 1968 / 4. Auflage 1976 (220)
- Mölln, St. Nicolai von Wolfgang Teuchert, 1980 / 6. Auflage 1987 (322)
- Monrepos bei Ludwigsburg, Schloss von Richard Schmidt, 1963 / 4. Auflage 1978 (174) – auch engl.
- Moritzburg, Schloß von Walter Bachmann, 1947 (104)
- Mühlhausen, Kornmarktkirche von Udo Sareik, 1997 (512)
- München, Schloß Nymphenburg von Luisa Hager, 1944 (8)
- Münchsteinach, Kirche und ehem. Kloster von Walter Haas, 1970 / 4. Auflage 1991 (248)
- Münster, Adelshöfe und Schloß von Martin Wackernagel, 1948 (120)
- Münsterländische Wasserburgen von Franz Mühlen, 1949 (121)
- Muskau, Park von Paul Ortwin Rave, 1949 (13)

## N
- Naumburg, Dom von Hans Weigert, 1944 / 2. Auflage 1946 (46)
- Naumburg, Dom von Ernst Schubert, 1990 / 9. Auflage 1997 (410)
- Neindorf, Schloßanlage von Elke Blauert, 1996 (490)
- Neresheim, Klosterkirche von Ernst von Niebelschütz, 1948 (117)
- Neubrandenburg, Stadtbild von Hans Arnold Gräbke, 1945 (79)
- Neuenburg, Schloß in der Zeit der Romanik von Kristine Glatzel und Reinhard Schmitt, 1993 (448)
- Neuenburg, Schloß bei Freyburg/Unstrut von Kristine Glatzel und Reinhard Schmitt, 1997 (516)
- Neuenstein, Schloß von Constantin Prinz Hohenlohe, 1957 / 4. Auflage 1995 (155) – auch engl.
- Neuhardenberg, Kirche und Schloß von Sibylle Badstübner-Gröger, 1992 (430)
- Neustadt/Holstein, Stadtkirche von Wolfgang Teuchert, 1974 / 4. Auflage 1992 (288)
- Neustadt am Rübenberge, Liebfrauenkirche von Ulfrid Müller, 1978 s/w (311)
- Neuzelle, Kloster von Ernst Badstübner, 1991 / 5. Auflage 1996 (421)
- Nieblum, St. Johannis von Johannes Habich, 1976 / 4. Auflage 1994 (306)
- Nienburg, Klosterkirche St. Marien und Cyprian von Udo Lorenz, 1993 (479)
- Norden, Ludgerikirche von Kurt Lange, 1968 / 3. Auflage 1977 (219)
- Nordhausen, Dom von Arno Wand, 1991 / 2. Auflage 1994 (419)
- Nordhusen bei Hundisburg, Ruine von Ulrich Hauer, 1993 / 2. Auflage 1993 (459)
- Nürnberg, Burg von Wilhelm Schwemmer, 1944 / 3. Auflage 1953 (30)
- Nürnberg, Germanisches Nationalmuseum von Hermann Maué, 1982 (341)
- Nürnberg, St. Johannis-Friedhof von Otto Glossner, 1968 / 4. Auflage 1991 (216)
- Nürnberg, St. Lorenz von Eberhard Lutze, 1953 / 12. Auflage 1971 (139)
- Nürnberg, St. Lorenz von Eberhard Lutze, 1973 / 6. Auflage 1977 (273) – auch engl., franz. und it.
- Nürnberg, St. Lorenz von Georg Stolz, 1978 / 12. Auflage 1992 / 13. Auflage 1996 (316) – auch engl.
- Nürnberg, St. Sebald von Günther P. Fehring, 1959 / 9. Auflage 1974 (163)
- Nürnberg, Stadtmauer von Wilhelm Schwemmer, 1944 (31)
- Nürnberg, Wohnhaus von Wilhelm Schwemmer, 1944 (45)

## O
- Oberkaufungen, Stift von Hans Feldtkeller, 1967 (209)
- Obernkirchen, Stift von Rüdiger Klessmann, 1960 / 3. Auflage 1983 (165)
- Oberursel, St. Ursula von Josef Friedrich, 1967 (210)
- Ohrdorf, Kirche von Albert Almstedt, 1984 (357)
- Oppenheim, Katharinenkirche von Fritz Arens und Eva Nienholdt, 1947 / 6. Auflage 1971 (59)
- Oppenheim, Katharinenkirche von Fritz Arens und Friedrich Weber 1985 / 2. Auflage 1989 (362)
- Osnabrück, Dom von Hans Thümmler, 1965 / 7. Auflage 1976 (189)
- Osnabrück, St. Marien von Walter Borchers, 1968 / 2. Auflage 1977 (225)
- Osterwieck, Stephanikirche von Sven Frotscher, 1993 / 4. Auflage 1998 (473)
- Otterberg/Pfalz, Kirche des ehem. Zisterzienserklosters von Harald Butterweck und Erich Schlosser, 1991 / 3. Auflage 1995 (423)

## P
- Paderborn, Abdinghofkirche von Bernhard Ortmann, 1971 / 2. Auflage 1974 / 3. Auflage 1981 (251)
- Paderborn, Dom von Paul Pieper, 1948 (112)
- Paretz, Dorfkirche von Matthias Marr, 1994 (493)
- Petersberg, St. Peter von Ingeburg Schwibbe, 1993 (465)
- Pillnitz, Schloß und Park von Igor A. Jenzen, 1. Auflage 1998, 3. Auflage 2000 (523)
- Plaue/Havel, Pfarrkirche von Sibylle Badstübner-Gröger, 1997 (522)
- Pommersfelden, Schloß Weißenstein von Richard Teufel, 1944 s/w / 26. Auflage 1997 (65)
- Potsdam, St. Nikolaikirche von Dietmar Beuchel, 1991 / 3. Auflage 1996 (424)
- Potsdam, Schloß Sanssouci von August Grisebach, 1944 (50)
- Potsdam, Stadtbild von August Grisebach, 1947 (100)
- Prag, Burg von Anneliese Semar, 1945 (93)
- Prag, Karlsbrücke von Gottfried Fehr, 1944 (25)
- Prenzlau, Dominikanerkirche von Annegret Lindow, 1993 (499)
- Prenzlau, St. Marienkirche von Annegret Lindow, 1995 (498)
- Pretzien, Dorfkirche St. Thomas von Heinrich L.Nickel 1993 (434)
- Pyrmont, Burg von Bernhard Gondorf, 1990 / 3. Auflage 1997 (392)
- Pyrmont, Schloß von Hans Härtel, 1962 / 2. Auflage 1972 (171)

## Q
- Quakenbrück, St. Sylvester von Eva Heye, 1974 / 2. Auflage 1983 (289)
- Quedlinburg, St. Servatius von Christa Rienäcker, 1990 / 8. Auflage 1998 (403)
- Quedlinburg, St. Wiperti von Christa Rienäcker, 1994 (491)
- Querfurt, Burg von Reinhard Schmitt, 1993 / 2. Auflage 1994 (436)
- Quernheim, Stiftskirche von Wolfgang Schuler, 1981 (336)

## R
- Ratzeburg, Dom von Johannes Habich, 1974 / 3. Auflage 1985 (283)
- Ravengiersburg, Klosterkirche von Fritz Arens, 1958 / 6. Auflage 1983 (158)
- Regensburg-Prüfening, St. Georg von Günter Lorenz, 1986 (369)
- Reichenau, Insel von Lisa Schürenberg, 1948 / 8. Auflage 1971 (106)
- Reichenbach, Kloster- und Deutschordenskirche von Elmar Altwasser, 1998 (531)
- Reichenberg, Burg von Christian Ludwig Brücker, 1982 (339)
- Reinhausen, Klosterkirche von Ulfrid Müller, 1971 (257)
- Rendsburg, St. Marien von Johannes Habich, 1972 / 3. Auflage 1996 (263)
- Rerik, Pfarrkirche von Rolf Bullerjahn, 1995 (500)
- Reutlingen, Marienkirche von Eckhard von Knorre, 1963 (175)
- Reutlingen, Marienkirche von Eckhard von Knorre und Gerhard Kost, 1990 / 3. Auflage 1996 (391)
- Richmond, Schloß von Gert Adriani, 1966 (204)
- Riddagshausen, ehem. Zisterzienserkloster von Hans Roggenkamp, 1962 (170)
- Riga, Der Altmarkt von Wilfried Göpel, 1944 (58)
- Rinteln, St. Nikolai von Hasso von Poser und Groß-Naedlitz, 1985 (363)
- Rochlitz, Kunigundenkirche und Petrikirche von Matthias Donath, 1998 (526)
- Ronneburg von Burkhard Kling, 1993 (471)
- Rostock, Marienkirche von Inge Laudan, Ulrich Nath und Joachim Vetter, 1990 / 5. Auflage 1996 (407) – auch engl.
- Rostock, Marienkirche und neuer Markt von Hans Arnold Gräbke, 1944 (54)
- Rothenburg ob der Tauber, St. Jakob von Vincent Mayr, 1978 / 7. Auflage 1988 / 8. Auflage 1990 (312) – auch engl. und jap.

## S
- Salem, Schloß und Münster von Wend Graf Kalnein, 1958 / 2. Auflage 1960 / 12. Auflage 1974 (152)
- Salem, Schloß und Münster von Wend Graf Kalnein, 1976 / 3. Auflage 1981 (305)
- Saloniki, Stadtbild von Walter Hotz, 1944 (27)
- Salzburg, Kirchen von Fischer von Erlach von Lothar Pretzell, 1944 (69) – äußerst selten, doch in etlichen Sammlungen vorhanden (z. B. in der Universitätsbibliothek Salzburg: 104442 I)
- Salzgitter-Ringelheim, Klosterkirche von Joachim Salzwedel, 1971 (260)
- Salzwedel, Lorenzkirche von Irene Roch, 1993 (455)
- Sandau, St. Nikolai und Schönhausen, Dorfkirche von Rolf Naumann, 1995 (469)
- Sangerhausen, St. Jakobi von Norbert Eisold, 1995 (496)
- Sangerhausen, St. Ulrici von Mathias Köhler, 1993 (458)
- Schleißheim, Schloß von Luisa Hager, 1945 (94)
- Schleswig, Adeliges St. Johanniskloster von Wolfgang J. Müller und H. von Rumohr, 1965 / 2. Auflage 1977 (195)
- Schleswig, Dom von Dietrich Ellger, 1959 / 15. Auflage, 1986 (161)
- Schnellenberg, Burg von Karl E. Mummenhoff, 1973 / 2. Auflage 1977 (269)
- Schnellenberg, Burg von Karl E. Mummenhoff, 1982 / 4. Auflage 1987 / 5. Auflage 1991 (343)
- Schöningen, Lorenzkirche von Gertrud Böttger-Bolte, 1990 (406)
- Schulpforte, Zisterzienserkloster von Mathias Köhler und Reinhard Schmitt, 1993 / 2. Auflage 1995 (477)
- Schuttern, ehemalige Reichsabtei von Karl List, 1980 (333)
- Schwabach, Stadtkirche St. Martin von Georg Stolz, 1983 / 2. Auflage 1989 (349)
- Schwarzach, Abteikirche von Peter Marzolff, 1969 / 8. Auflage 1989 (237)
- Schwerin, Dom von Ernst-Friedrich Roettig, 1991 / 6. Auflage 1996 (418)
- Schwetzingen, Schloß und Park von Udo von Alvensleben, 1952 / 2. Auflage 1954 / 7. Auflage 1971 (133)
- Schwetzingen, Schloß und Schloßgarten von Hans Huth, 1975 / 4. Auflage 1988 (295)
- Schloß Seehof. Sommerresidenz der Bamberger Fürstbischöfe von Michael Petzet, 1997 (520)
- Segeberg, St. Marien von Dietrich Ellger, 1960 / 7. Auflage 1992 (164)
- Simmern, Stephanskirche von Karl Faller, 1975 (293)
- Sobernheim, Matthiaskirche von Joachim Glatz, 1976 (300)
- Soest, Stadtbild von Martin Wackernagel, 1947 (97)
- Soest, St. Patrokli von Hans Thümmler, 1954 / 4. Auflage 1967 (144)
- Soest, St. Patrokli von Eberhard Linnhoff, 1972 / 6. Auflage 1989 / 7. Auflage 1994 (262)
- Soest, St. Petri von Frieder Schütz, 1990 / 2. Auflage 1992 (397)
- Spandau, Zitadelle von Johannes Müller, 1966 / 10. Auflage 1980 (200)
- Spandau, Zitadelle von Günter Dröscher, 1986 / 3. Auflage 1993 (370)
- Speyer, Judenhof und Judenbad von Günter Stein, 1969 / 9. Auflage 1996 (238) – mit engl. und franz. Resümee
- Speyer, Dom von Hans Weigert, 1944 (4)
- Stadthagen, St. Martini-Kirche von Heinrich Ulbrich, 1987 (379)
- Steinfurt, Schloß von Wolfgang Köckeritz, 1980 / 2. Auflage 1982 (335)
- Steinhorst, Herrenhaus von Volker Konerding und Werner Kloos, 1978 (319)
- Stolzenfels, Schloß von Werner Bornheim gen. Schilling, 1955 / 10. Auflage 1974 (135) – engl. und franz.
- Stralsund, Nikolaikirche von Fritz Adler, 1947 (105)
- Straßburg, Das Münster von Walter Hotz, 1944 (17)
- Straße der Romanik, Überblick von Heiderose Engelhardt, 1993 / 3. Auflage 1996 (466)
- Stuttgart, Altes und neues Schloß von Richard Schmitt, 1944 (42)
- Stuttgart-Mühlhausen, St. Veits-Kirche von Volker Himmelein, 1971 / 3. Auflage 1987 / 4. Auflage 1998 (254)
- Sulzburg, St. Cyriak von Karl List, 1965 / 16. Auflage 1995 (187)

## T
- Tegel, Schloß von Joachim Seeger, 1955 / 9. Auflage 1976 (150)
- Tiefenbronn, Die Kirche zu von Hildegard von Dannenberg, 1948 (114)
- Tilleda, Die Königspfalz von Winfried Korf, 1993 / 2. Auflage 1996 (476)
- Torgau, Schloß Hartenfels von Oskar Thulin, 1947 (102)
- Treuenbrietzen, St. Nikolai und St. Marien von Iris Berndt, 1994 (489)
- Trier, Dom und Liebfrauen von Oskar Karpa, 1944 (67)
- Trier, Das römische von W. von Massow, 1944 / 2. Auflage 1954 (75)

## U
- Überlingen, Münster und Rathaus von Mechthild Scherer, 1947 / 2. Auflage 1952 (83)
- Ulm, Münster von Karl Friederich, 1944 (32)
- Ulm, Münster von Reinhard Wortmann, 1974 / 6. Auflage 1995 (286) – auch engl.
- Unterregenbach, Kirche von Günter P. Fehring, 1966 / 3. Auflage 1979 (201)
- Urphar, St. Jakob von Julius Aßmann, 1965 / 2. Auflage 1978 (188)

## V
- Verden, Dom von Walter Schäfer, 1967 / 3. Auflage 1978 (208)
- Verden, Dom von Urs Boeck, 1989 / 3. Auflage 1996 (394)
- Verden, Johanniskirche von Walter Schäfer, 1976 (298)

## W
- Wachwitz, Königlicher Weinberg von Georg Blume, 1996 (504)
- Wackerbarts Ruhe, Schloß von Walter May, 1996 (503)
- Wahlstatt, Kloster von Günther Grundmann, 1944 (28)
- Walbeck, Ruine der Stiftskirche von Angelika Meyer, 1993 / 2. Auflage 1993 (437)
- Wartburg von Hans von der Gabelentz, 1944 (7)
- Warthausen, Schloß von Wilhelm Freiherr von Koenig, 1964 / 2. Auflage 1982 (186)
- Weikersheim, Schloß von Max H. von Freeden, 1948 / 24. Auflage 1976 (53)
- Weikersheim, Stadtkirche von Klaus Merten, 1976 / 5. Auflage 1995 (303)
- Weilburg, Schloß von Erwin Schwarzer, 1958 / 3. Auflage 1964 (159)
- Weingarten, Kloster von Ernst von Niebelschütz, 1948 (110)
- Weißenfels, Schloß von Reinhard Schmitt, 1996 (502)
- Wesel, Wilibrordidom von Walter Stempel, 1983 / 3. Auflage 1991 (347) – auch engl.
- Westerburg, Die von Reinhard Schmitt, 1993 / 3. Auflage 1995 (453)
- Westerwinkel, Schloß von Karl E. Mummenhoff, 1985 (365)
- Wetzlar, Dom von Hermann Karl Zimmermann 1948 (108)
- Wetzlar, Dom von Hans Joachim Kunst, 1975 / 2. Auflage 1977 (284)
- Wewelsburg von Karl E. Mummenhoff, 1972 (265)
- Wien, Dom zu St. Stephan von Karl Holey, 1944 (71)
- Wien, Schloß Schönbrunn von Karl Ginhart, 1944 (41)
- Wies, Die von Norbert Lieb, 1950 (124)
- Wiesbaden, Stadtschloß von Dietrich Schnellbach, 1983 / 3. Auflage 1991 (354)
- Wildeshausen, Alexanderkirche von Hans-Joachim Prochnow, 1970 / 2. Auflage 1977 (250)
- Wimpfen im Tal, Stiftskirche St. Peter von Fritz Arens, 1953 (142)
- Wismar, Stadtbild von Hans Arnold Gräbke, 1948 (109)
- Wismar, St. Nikolai von Heidrun Geitner, 1990 / 3. Auflage 1993 (400)
- Wittenberg, Lutherstätten von Oskar Thulin, 1947 / 2. Auflage 1950 (88)
- Wittstock, St. Marienkirche von Kurt Zellmer, 1992 / 2. Auflage 1998 (428)
- Wörlitz, Park von Ludwig Grote, 1944 (15)
- Wolfenbüttel, Schloß von Horst Appuhn, 1964 (183)
- Wolfenbüttel, Schloß von Rolf Hagen, 1980 / 2. Auflage 1986 (325)
- Wolfenbüttel, St. Trinitatis von Ralf Busch, 1983 (346)
- St. Wolfgang, Pacher-Altar von Justus Schmidt, 1944 (34)
- Worms, Synagoge von Otto Böcher, 1963 / 8. Auflage 1991 (181)
- Worms-Herrnsheim, Schloß von Georg Illert, 1964 / 2. Auflage 1974 (180)
- Wülfinghausen, Kloster von Ulfrid Müller, 1980 / 2. Auflage 1994 (332)
- Würzburg, Feste Marienberg von Max H. von Freeden, 1944 / 4. Auflage 1956 s/w / 27. Auflage 1981 (2)
- Würzburg, Residenz von Max H. von Freeden, 1944 / 8. Auflage 1959 s/w / 21. Auflage 1969 (9)
- Wunstorf, Stiftskirche von Urs Boeck, 1970 / 2. Auflage 1988 / 3. Auflage 1998 (249)
- Wyk auf Föhr, St. Nicolai von Claus Rauterberg, 1988 / 2. Auflage 1993 (385)

## X
- Xanten, Dom von Anna Klapheck, 1944 s/w / 10. Auflage 1968 (33)
- Xanten, Dom von Anna Klapheck, 1974 / 8. Auflage 1998 (287)

## Z
- Zeitz, Moritzburg mit Dom St. Peter und Paul von Ute Maasberg, 1993 (462)
- Zeven, St. Viti von Urs Boeck, 1973 (268)

## Nach Heftnummer sortiert
- 001: Heidelberg, Schloß, 1944
- 002: Würzburg, Feste Marienberg, 1944
- 003: Marienburg, Deutschordensschloß, 1944
- 004: Speyer, Dom, 1944
- 005: Berlin, Unter den Linden, 1944
- 006: Hildesheim, Marktplatz, 1944
- 007: Wartburg, 1944
- 008: München, Schloß Nymphenburg, 1944
- 009: Würzburg, Residenz, 1944
- 010: Magdeburg, Dom, 1944
- 011: Marburg, Elisabethkirche, 1944
- 012: St. Florian, Stift, 1944
- 013: Muskau, Park, 1944
- 014: Krakau, Marktplatz, 1944
- 015: Wörlitz, Der Park, 1944
- 016: Dresden, Zwinger, 1944
- 017: Straßburg, Das Münster, 1944
- 018: Maulbronn, Kloster, 1944
- 019: Aachen, Das Münster, 1944
- 020: Aachen, Die Kunstschätze in der Münsterkirche, 1944
- 021: Chorin, Kloster, 1944
- 022: Breslau, Dom und Sandinsel, 1944
- 023: Breslau, Universität, 1944
- 024: Breslau, Rathaus, 1944
- 025: Prag, Karlsbrücke, 1944
- 026: Karlstein, Burg, 1944
- 027: Saloniki, Stadtbild, 1944
- 028: Wahlstatt, Kloster, 1944
- 029: Frankfurt, Der Römerberg, 1944
- 030: Nürnberg, Burg, 1944
- 031: Nürnberg, Stadtmauer, 1944
- 032: Ulm, Münster, 1944
- 033: Xanten, Der Dom, 1944
- 034: St. Wolfgang, Pacher-Altar, 1944
- 035: Halberstadt, Dom, 1944
- 036: Banz und Vierzehnheiligen, 1944
- 037: Augsburg, Rathaus, 1944
- 038: Bruchsal, Schloß, 1944
- 039: Laon, Kathedrale, 1944
- 040: Grüssau, Kloster, 1944
- 041: Wien, Schloß Schönbrunn, 1944
- 042: Stuttgart, Altes und Neues Schloß, 1944
- 043: Leubus, Kloster, 1944
- 044: Marienwerder, Schloß und Dom, 1944
- 045: Nürnberg, Das Nürnberger Wohnhaus, 1944
- 046: Naumburg, Dom, 1944
- 047: Lübeck, Dom, 1946
- 048: Meißen, Dom und Schloß, 1944
- 049: Heilbronn, Kilianskirche, 1944
- 050: Potsdam, Sanssouci, 1944
- 051: Köln, Das Rathaus, 1944
- 052: Limburg, Dom, 1944
- 053: Weikersheim, Schloß, 1948
- 054: Rostock, Marienkirche, 1944
- 055: Kremsmünster, Stift, 1944
- 056: Freiburg, Münster, 1944
- 057: Lübeck, Rathaus, 1947
- 058: Riga, Der Altmarkt, 1944
- 059: Oppenheim, Katharinenkirche, 1947
- 060: Köln, St. Gereon, 1945
- 061: Höxter und Corvey, 1944
- 062: Köln, Rheinfront, 1944
- 063: Linz, Altstadt, 1945
- 064: Ellingen, Residenz, 1944
- 065: Pommersfelden, Schloß Weißenstein, 1944
- 066: Frankfurt, Der Domhügel, 1945
- 067: Trier, Dom und Liebfrauen, 1944
- 068: Melk, Stift, 1944
- 069: Salzburg, Kirchen von Fischer von Erlach, 1944
- 070: Eberbach, Kloster, 1947
- 071: Wien, Stephansdom, 1944
- 072: Krakau, Marienkirche, 1944
- 073: Aachen, Das Rathaus zu, 1944
- 074: Danzig, Bürgerhaus, 1944
- 075: Trier, Das römische, 1944
- 076: Lübeck, Marienkirche, 1947
- 077: —
- 078: Dürnstein in der Wachau, 1944
- 079: Neubrandenburg, Stadtbild, 1945
- 080: Lüneburg, Rathaus, 1945
- 081: —
- 082: Bremen, Rathaus und Roland, 1945
- 083: Überlingen, Münster und Rathaus, 1947
- 084: —
- 085: —
- 086: Berlin, Schloß Charlottenburg, 1947
- 087: Doberan, Kloster, 1948
- 088: Wittenberg, Lutherstätten, 1947
- 089: Kefermarkt, St. Wolfgangs-Kirche, 1945
- 090: Freiberg in Sachsen, Dom, 1944
- 091: Maria Laach, Kloster, 1947
- 092: Eltz, Burg, 1945
- 093: Prag, Burg zu, 1945
- 094: Schleißheim, Schloß, 1945
- 095: Aschaffenburg, Schloß, 1945
- 096: Berg am Laim, St. Michael, 1948
- 097: Soest, Stadtbild, 1947
- 097a: Berlin, Neue Reichskanzlei, 1945
- 098: —
- 099: Berlin, Marienkirche, 1947
- 100: Potsdam, Stadt, 1947
- 101: Lüneburg, Bürgerhäuser, 1947
- 102: Torgau, Schloß Hartenfels, 1947
- 103: Blaubeuren, Kloster, 1947
- 104: Moritzburg, Schloß, 1947
- 105: Stralsund, Nikolaikirche, 1947
- 106: Reichenau, Die Insel, 1948
- 107: Herrenhausen, 1947
- 108: Wetzlar, Dom, 1948
- 109: Wismar, Stadtbild, 1948
- 110: Weingarten, Kloster, 1948
- 111: Dresden, Elbfront, 1949
- 112: Paderborn, Dom, 1948
- 113: Gelnhausen, Kaiserpfalz und Marienkirche, 1948
- 114: Tiefenbronn, Kirche, 1948
- 115: Bamberg, Dom, 1949
- 116: Köln, Dom, 1948
- 117: Neresheim, Klosterkirche, 1948
- 118: Dithmarschen, 1949
- 119: Goslar, Kaiserhaus, 1949
- 120: Münster, Adelshöfe und Schloß, 1948
- 121: Münsterländische Wasserburgen, 1949
- 122: Dresden, Frauenkirche, 1950
- 123: Annaberg, St. Anna-Kirche, 1950
- 124: Die Wies, 1950
- 125: Burghausen, Burg, 1950
- 126: Berchtesgaden, Schloß und Stiftskirche, 1950
- 127: Ammergau, Lüftlmalereien, 1950
- 128: Meldorf, 1950
- 129: Landshut, Martinskirche, 1950
- 130: Braunschweig, Dom, 1950
- 131: Bürresheim, Schloß, 1952
- 132: Brühl, Schloß Augustusburg, 1952
- 133: Schwetzingen, Schloß, 1952
- 134: Marksburg, 1952
- 135: Stolzenfels, Schloß, 1955
- 136: Ehrenbreitstein, Festung, 1953
- 137: Marburg, Schloß, 1953
- 138: Bückeburg, 1953
- 139: Nürnberg, St. Lorenz, 1953
- 140: Fulda, Fasanerie, 1954
- 141: Braunfels, Schloß, 1954
- 142: Wimpfen im Tal, Stiftskirche St. Peter, 1953
- 143: Kastel, Klause bei, 1954
- 144: Soest, St. Patrokli, 1954
- 145: Glücksburg, Schloß, 1955
- 146: Mainz, Dom, 1956
- 147: Arolsen, Schloß, 1955
- 148: Hohenzollern, Burg, 1955
- 149: Lemgo, 1955
- 150: Tegel, Schloß, 1955
- 151: Eutin, Schloß, 1957
- 152: Salem, Schloß und Münster, 1958
- 153: Hersfeld, Stiftsruine, 1957
- 154: Langenburg, Fürstliche Residenz, 1957
- 155: Neuenstein, Schloß, 1957
- 156: Celle, Stadt, 1957
- 157: Heiligenberg, Schloß, 1958
- 158: Ravengiersburg, Klosterkirche, 1958
- 159: Weilburg, Schloß, 1958
- 160: Loccum, Kloster, 1959
- 161: Schleswig, Dom, 1959
- 162: Königslutter, Kaiserdom, 1959
- 163: Nürnberg, St. Sebald, 1959
- 164: Segeberg, St. Marien, 1960
- 165: Obernkirchen, Stift, 1960
- 166: Minden, Dom, 1961
- 167: Enger, Stiftskirche, 1961
- 168: Gelnhausen, Marienkirche, 1961
- 169: Glienicke, Schloß, 1961
- 170: Riddagshausen, Zisterzienserkloster, 1962
- 171: Pyrmont, Schloß, 1962
- 172: Freckenhorst, Stiftskirche, 1962
- 173: Mettlach, Ehem. Benediktinerabtei, 1963
- 174: Monrepos bei Ludwigsburg, Schloß, 1963
- 175: Reutlingen, Marienkirche, 1963
- 176: Ebstorf, Kloster, 1963
- 177: Burgfelden, St. Michael, 1963
- 178: Marienburg, Schloß, 1963
- 179: Achilleion auf Korfu, 1963
- 180: Herrnsheim, Schloß, 1964
- 181: Worms, Synagoge, 1963
- 182: Lichtenberg bei Kusel, 1964
- 183: Wolfenbüttel Schloß, 1964
- 184: Gandersheim Stiftskirche, 1964
- 185: Kemnade an der Weser, Die Klosterkirche, 1964
- 186: Warthausen, Schloß, 1964
- 187: Sulzburg, St. Cyriak, 1965
- 188: Urphar, St. Jakobus, 1965
- 189: Osnabrück, Dom, 1965
- 190: Lüneburg, Johanniskirche, 1965
- 191: Katlenburg, 1965
- 192: Büdingen, 1966
- 193: Altenburg bei Bamberg, 1965
- 194: Meisenheim am Glan, 1966
- 195: Schleswig, Adliges St. Johannis-Kloster, 1965
- 196: Börstel, Stift, 1965
- 197: Lüne, Kloster, 1966
- 198: Frankfurt am Main, St. Leonhard, 1965
- 199: Amelungsborn, Zisterzienserkloster, 1966
- 200: Spandau, Zitadelle, 1966
- 201: Unterregenbach, Kirche, 1966
- 202: Hämelschenburg, Schloß, 1966
- 203: Friedberg, Stadtkirche Unserer Lieben Frau, 1966
- 204: Richmond, Schloß, 1966
- 205: Eckernförde, St. Nicolai-Kirche, 1966
- 206: Frankfurt am Main, Nikolaikirche, 1966
- 207: Bücken, Stiftskirche, 1967
- 208: Verden, Dom, 1967
- 209: Oberkaufungen, Stift, 1967
- 210: Oberursel, St. Ursula, 1967
- 211: Fischbeck, Stiftskirche, 1967
- 212: Kassel, St. Martin, 1967
- 213: Hofgeismar, Gesundbrunnen, 1967
- 214: Helmstedt, St. Marienberg, 1968
- 215: Augsburg, Evang. St. Ulrichs-Kirche, 1968
- 216: Nürnberg, St. Johannis-Friedhof, 1968
- 217: Berleburg, Schloß, 1968
- 218: Höxter, St. Kilian und Marien, 1968
- 219: Norden, St. Ludgerikirche, 1968
- 220: Mölln, St. Nikolai, 1968
- 221: Laufen/Salzach, Stiftskirche, 1968
- 222: Dornum, Bartholomäuskirche, 1968
- 223: Bamberg, Dom, 1968
- 224: Bassum, Stiftskirche, 1968
- 225: Osnabrück, St. Marien, 1968
- 226: Kölln, Saarland, Martinskirche, 1968
- 227: Jever, Stadtkirche, 1968
- 228: Crailsheim, St. Johannes-Kirche, 1969
- 229: Cismar, Klosterkirche, 1969
- 230: Frankfurt am Main, Der Dom, 1969
- 231: Isenhagen, Kloster, 1969
- 232: Herford, Marienkirche, 1969
- 233: Burgheim, St. Peter, 1969
- 234: Berlin, St. Matthäus-Kirche, 1969
- 235: Braunschweig, Salve Hospes, 1969
- 236: Braunschweig, Katharinenkirche, 1969
- 237: Schwarzach, Abteikirche, 1969
- 238: Speyer, Judenhof und Judenbad, 1969
- 239: Bischmisheim, Evang. Pfarrkirche, 1969
- 240: Berlin, Dorfkirche Dahlem, 1970
- 241: Gandersheim, Kunstschätze des Reichsstiftes, 1969
- 242: Braunschweig, Der Dom, 1970
- 243: Hohenzollerische Landessammlung Hechingen, 1970
- 244: Berlin, Dorfkirche Marienfelde, 1970
- 245: Himmelkron, Stiftskirche, 1970
- 246: Hann. Münden, St. Blasius, 1970
- 247: Landau/Pfalz, Stiftskirche, 1970
- 248: Münchsteinach, Kirche und ehem. Kloster, 1970
- 249: Wunstorf, Stiftskirche, 1970
- 250: Wildeshausen, Alexanderkirche, 1970
- 251: Paderborn, Abdinghofkirche, 1971
- 252: Lübeck, St. Katharinen, 1971
- 253: Lübeck, St. Aegidien, 1971
- 254: Stuttgart-Mühlhausen, St. Veits-Kirche, 1971
- 255: Eringerfeld, Schloß, 1971
- 256: Frankfurt, Katharinenkirche, 1972
- 257: Reinhausen bei Göttingen, Kloster, 1972
- 258: Kirch-Brombach, Pfarrkirche, 1972
- 259: Bamberg, St. Martin, 1972
- 260: Salzgitter-Ringelheim, Klosterkirche, 1972
- 261: Lembeck, Schloß, 1972
- 262: Soest, St. Patrokli, 1972
- 263: Rendsburg, St. Marien, 1972
- 264: Marienfeld, Ehem. Klosterkirche, 1972
- 265: Wewelsburg, 1972
- 266: Ilbenstadt, Abteikirche, 1972
- 267: Eberbach, Kloster, 1973
- 268: Zeven, St. Viti, 1973
- 269: Schnellenberg, Burg, 1973
- 270: Burg Gemen, 1973
- 271: Dortmund, St. Marien, 1973
- 272: Dortmund, St. Reinoldi, 1973
- 273: Nürnberg, St. Lorenz, 1973
- 274: Cappenberg, Schloß, 1973
- 275: Liesborn, Abteikirche, 1973
- 276: Altenkrempe, Pfarrkirche, 1973
- 277: Braunschweig, St. Andreas, 1974
- 278: Koblenz, Liebfrauenkirche, 1973
- 279: Maulbronn, Kloster, 1973
- 280: Bardowick, Dom, 1974
- 281: Medingen, Kloster, 1974
- 282: Bielefeld, Marienkirche, 1974
- 283: Ratzeburg, Dom, 1974
- 284: Wetzlar, Dom, 1975
- 285: Burg Eltz, 1974
- 286: Ulm, Münster, 1974
- 287: Xanten, Dom, 1974
- 288: Neustadt in Holstein, Kirche, 1974
- 289: Quakenbrück, St. Sylvester, 1974
- 290: Bremen, Unser Lieben Frauen, 1975
- 291: Koblenz, Florinskirche, 1975
- 292: Fränkisch-Crumbach, 1975
- 293: Simmern, Stefanskirche, 1975
- 294: Anholt, Wasserburg, 1976
- 295: Schwetzingen, Schloß und Park, 1975
- 296: Marburg, Elisabethkirche, 1975
- 297: Cappenberg, Kirche, 1975
- 298: Verden, St. Johannis, 1976
- 299: Dortmund, Zeche Zollern, 1975
- 300: Sobernheim, Matthiaskirche, 1976
- 301: Mandelsloh, St. Osdag Kirche, 1976
- 302: Bückeburg, Stadt, 1976
- 303: Weikersheim, Stadtkirche, 1976
- 304: Marburg, Marienpfarrkirche, 1976
- 305: Salem, Schloß und Münster, 1976
- 306: Nieblum, St. Johannis, 1976
- 307: Lüneburg, Rathaus, 1977
- 308: Börstel, Stift, 1977
- 309: Braunfels, Schloß, 1982
- 310: Hamburg, St. Michaelis, 1977
- 311: Neustadt am Rübenberge, Liebfrauenkirche, 1978
- 312: Rothenburg ob der Tauber, St. Jakob, 1978
- 313: Heiningen/Dorstadt, Stiftskirche, 1978
- 314: Bentheim, Schloß, 1978
- 315: Hannover, Neustädter Kirche, 1979
- 316: Nürnberg, St. Lorenz, 1978
- 317: Koblenz, Herz-Jesu-Kirche, 1979
- 318: Einbeck, St. Alexandri, 1979
- 319: Steinhorst, Herrenhaus, 1978
- 320: Beckum-Vellern, St. Pankratius, 1979
- 321: Minden, Dom, 1979
- 322: Mölln, St. Nikolai, 1980
- 323: Kiel, St. Nikolai, 1980
- 324: Eichstätt, Figurenfeld, 1979
- 325: Wolfenbüttel, Schloß, 1980
- 326: Hornburg, Marienkirche, 1980
- 327: Harzburg, Die, 1980
- 328: Büdingen, Stadt, 1980
- 329: Helmstedt, St. Ludgeri, 1980
- 330: Husum, Stadt, 1981
- 331: Berlin, Schinkel-Kirchen, 1981
- 332: Wülfinghausen, Kloster, 1980
- 333: Schuttern, ehem. Abtei, 1980
- 334: Lüneburg, St. Johannis, 1981
- 335: Burgsteinfurt, Schloß, 1980
- 336: Quernheim, Stift, 1981
- 337: Kaiserslautern, Stiftskirche, 1982
- 338: Amelungsborn, Zisterzienserkloster, 1982
- 339: Burg Reichenberg, 1982
- 340: Bremen, Dom, 1982
- 341: Nürnberg, Germanisches Nationalmuseum, 1982
- 342: Lüneburg, St. Nicolai, 1982
- 343: Schnellenberg, Burg, 1982
- 344: Hann. Münden, St. Blasius, 1982
- 345: Braunschweig, St. Petri, 1982
- 346: Wolfenbüttel, St. Trinitatis-Kirche, 1983
- 347: Wesel, Wilibrordidom, 1983
- 348: Lübeck, Dom, 1983
- 349: Schwabach, Pfarrkirche, 1983
- 350: Moorburg, Pfarrkirche, 1983
- 351: Hannover, Marktkirche, 1983
- 352: Burgwedel, St. Petri, 1983
- 353: Gandersheim, Stiftskirche, 1983
- 354: Wiesbaden, Stadtschloß, 1983
- 355: Gandersheim, Glasfenster, 1984
- 356: Kronach, Festung, 1984
- 357: Ohrdorf, Kirche, 1984
- 358: St. Marienberg, 1984
- 359: Katzwang, St. Maria, 1984
- 360: Bremen, Bleikeller, 1985
- 361: Friedrichstadt, 1985
- 362: Oppenheim, Katharinenkirche, 1985
- 363: Rinteln, St. Nikolai
- 364: Corvey, Kloster, 1985
- 365: Westerwinkel, Schloß, 1985
- 366: Marburg, Schloß, 1985
- 367: Kopenhagen, St. Petri, 1985
- 368: Kleve, Stiftskirche, 1985
- 369: Regensburg-Prüfening, St. Georg, 1986
- 370: Spandau, Zitadelle, 1986
- 371: Minden, St. Simeonis, 1989
- 372: Eckernförde, St. Nicolai, 1986
- 373: Hannover, Kreuzkirche, 1985
- 374: Aachen, Dom, 1986
- 375: Tegernsee, Olaf-Gulbransson-Museum, 1986
- 376: Berlin, Dorfkirche Dahlem, 1986
- 377: Lübeck, Holstentor, 1986
- 378: Leverkusen, Schloß Morsbroich, 1987
- 379: Stadthagen, St. Marien-Kirche, 1987
- 380: Fürth-Burgfarrnbach, St. Johannis, 1987
- 381: Lübeck, Rathaus, 1987
- 382: Königslutter, Dom, 1987
- 383: Hamburg, St. Katharinen, 1988
- 384: Mariental, Kloster, 1988
- 385: Föhr, St. Nikolai, 1988
- 386: Fürth, St. Michael, 1988
- 387: Eringerfeld, Schloß, 1989
- 388: Braunschweig, Katharinenkirche, 1990
- 389: Laufen, St. Ilgen, 1990
- 390: —
- 391: Reutlingen, St. Marien, 1990
- 392: Pyrmont, Burg, 1990
- 393: Mariensee, Kloster, 1989
- 394: Verden, Dom, 1989
- 395: Kleve, Schwanenburg, 1990
- 396: Lemgo, St. Nikolai, 1989
- 397: Soest, St. Petri-Pauli, 1990
- 398: Lübeck, St. Petri, 1989
- 399: Herford, St. Johannis, 1989
- 400: Wismar, St. Nikolai, 1990
- 401: Leipzig, Nikolaikirche, 1990
- 402: Havelberg, Dom, 1990
- 403: Quedlinburg, Stiftskirche, 1990
- 404: Gernrode, St. Cyriakus, 1990
- 405: Halberstadt, Dom, 1990
- 406: Schöningen, Lorenzkirche, 1990
- 407: Rostock, Marienkirche, 1990
- 408: Bad Doberan, Münster, 1990
- 409: Freiberg, Dom 1990
- 410: Naumburg, Dom 1990
- 411: Chorin, Kloster, 1992
- 412: Lucklum, Kommende, 1991
- 413: Güstrow, Dom, 1991
- 414: Halle, Marktkirche, 1991
- 415: Magdeburg, Dom, 1991
- 416: Berlin, Dom, 1991
- 417: Minden, Domschatz, 1991
- 418: Schwerin, Dom, 1991
- 419: Nordhausen, Dom, 1991
- 420: Jerichow, Klosterkirche, 1991
- 421: Neuzelle, Kloster, 1991
- 422: Heiligengrabe, Kapelle, 1991
- 423: Otterberg, ehem. Zisterzienserkloster, 1991
- 424: Potsdam, St. Nikolai, 1991
- 425: Jerichow, Klostermuseum, 1992
- 426: Berlin, Hohenzollerngruft, 1992
- 427: Berlin, Friedrichwerdersche Kirche, 1992
- 428: Wittstock, Marienkirche, 1992
- 429: Gransee, Marienkirche, 1992
- 430: Neuhardenberg, Kirche und Schloß, 1992
- 431: Bernau, Stadtkirche St. Marien, 1992
- 432: Halberstadt, Liebfrauenkirche, 1993
- 433: Helmstedt, Juleum, 1992
- 434: Pretzien, Dorfkirche, 1993
- 435: Magdeburg, St. Sebastian, 1993
- 436: Querfurt, Burg, 1993
- 437: Walbeck, Ruine der Stiftskirche 1993
- 438: Magdeburg, Kloster Unserer Lieben Frauen, 1993
- 439: Hadmersleben, Klosterkirche St. Peter und Paul, 1993
- 440: Groß Ammensleben, ehem. Klosterkirche, 1993
- 441: Klostermansfeld, Klosterkirche, 1993
- 442: Ermsleben, Konradsburg, 1993
- 443: Burg bei Magdeburg, 1993
- 444: Gröningen, Kloster, 1993
- 445: Eckartsberga, Eckartsburg, 1993
- 446: Halle, Burg Giebichenstein, 1993
- 447: Merseburg, Neumarktkirche, 1993
- 448: Neuenburg, Schloß in romanischer Zeit, 1993
- 449: Hamersleben, St. Pankratius, 1993
- 450: Landsberg, Doppelkapelle, 1993
- 451: Allstedt, Schloß, 1993
- 452: Falkenstein, Burg, 1993
- 453: Westerburg, Die, 1993
- 454: Hecklingen, Klosterkirche, 1993
- 455: Salzwedel, Lorenzkirche, 1993
- 456: Leitzkau, Pfarr- und Stiftskirche, 1993
- 457: Bad Kösen, 1993
- 458: Sangerhausen, St. Ulrici, 1995
- 459: Hundisburg, Ruine Nordhusen, 1993
- 460: Arendsee, Klosterkirche, 1993
- 461: Drübeck, Klosterkirche, 1993
- 462: Zeitz, Moritzburg mit Dom, 1993
- 463: Diesdorf, Klosterkirche, 1993
- 464: Merseburg, Dom, 1993
- 465: Petersberg, Stiftskirche, 1993
- 466: Straße der Romanik, 1993
- 467: Magdeburg, St. Petri, 1993
- 468: Ballenstedt, Schloß, 1993
- 469: Sandau, Pfarrkirche Schönhausen, 1995
- 470: Groß Wulkow, Pfarrkirche, 1993
- 471: Ronneburg, Burg, 1993
- 472: Jerichow, Dorfkirche, 1993
- 473: Osterwieck, Stephanikirche, 1993
- 474: Ilsenburg, Klosterkirche, 1993
- 475: Frose, Stiftskirche, 1993
- 476: Tilleda, Pfalz, 1993
- 477: Schulpforta, Kloster, 1993
- 478: Michaelstein, Kloster, 1993
- 479: Nienburg, Klosterkirche, 1993
- 480: Memleben, Kloster und Klosterkirche, 1993
- 481: Huysburg, Klosterkirche, 1993
- 482: Hillersleben, Klosterkirche, 1994
- 483: Braunschweig, St. Magni, 1993
- 485: Finsterwalde, St. Trinitatis, 1993
- 486: Fürstenwalde, St. Marien, 1993
- 487: Berlin, Domorgel, 1993
- 488: Heldrungen, Schloß und Festung, 1993
- 489: Treuenbrietzen, St. Marien und St. Nikolai, 1994
- 490: Neindorf, Schloßanlage, 1996
- 491: Quedlinburg, St. Wiperti, 1994
- 492: Gusow, Schloß, 1995
- 493: Paretz, Dorfkirche, 1994
- 494: Angermünde, Franziskanerkirche, 1994
- 495: Friedrichsfelde, Schloß, 1994
- 496: Sangerhausen, Jakobikirche, 1995
- 497: Ludwigsburg, Die Embleme der Bunten Kammer im Herrenhaus, 1994
- 498: Prenzlau, St. Marien, 1995
- 499: Prenzlau, Dominikanerkloster, 1995
- 500: Rerik, Pfarrkirche, 1995
- 501: Lübeck, Burgkloster, 1995
- 502: Weißenfels, Schloß, 1996
- 503: Wackerbarths Ruhe, Schloß Walbeck, 1996
- 504: Wachwitz, königlicher Weinberg, 1996
- 505: Lößnitz, herrschaftliche Landsitze, 1996
- 506: Hoflößnitz, 1996
- 507: Lemgo, St. Marien, 1996
- 508: Diesbar-Seuslitz, Schloß und Kirche, 1996
- 509: Chemnitz, Schloßkirche, 1997
- 510: Dresden, Versöhnungskirche, 1996
- 511: Von Loschwitz nach Pillnitz, 1997
- 512: Mühlhausen, Kornmarktkirche, 1997
- 513: Lübeck, Behnhaus/Draegerhaus, 1997
- 514: Marienberg, St. Marien, 1997
- 515: Bad Muskau, Orangerie, 1997
- 516: Schloß Neuenburg, 1997
- 517: Leipzig, Altes Rathaus, 1997
- 518: Monakamer Altar, Bad Liebenzell, 1997
- 519: Berlin-Friedrichshain, Samariterkirche, 1998
- 520: Schloß und Park Seehof, 1997
- 521: Markkleeberg-West, Martin-Luther-Kirche, 1997
- 522: Plaue/Havel, Pfarrkirche, 1997
- 523: Pillnitz, Schloß und Park, 1998
- 524: Coswig, Alte und neue Kirche, 1997
- 525: Berlin, Parochialkirche, 1998
- 526: Rochlitz, Kunigundenkirche und Petrikirche 1998
- 527: Frankfurt am Main, St. Michael, 1998
- 528: Angermünde, Stadtkirche St. Marien, 1998
- 529: Gettorf, St. Jürgen und die Kirche „Zum Guten Hirten“ in Schinkel, 1998
- 530: Hamburg, Hauptkirche St. Jacobi, 1998
- 531: Reichenbach, Kloster- und Deutschordenskirche, 1998
- 532: Dresden, Palais im Großen Garten, 1999